# Бушра Альмутавакель
Бушра Альмутавакель (араб. بشارة المتوكل; нар. 1969, Сана, Ємен) — єменський фотограф. Її роботи стосуються міжнародного сприйняття арабів і мусульман і, зокрема, фокусується на міжнародному сприйнятті питань статі та репрезентації мусульманських/арабських жінок і їхнього одягу.
Перша жінка — єменський професійний фотограф, чиї роботи були представлені в міжнародних публікаціях і придбані Британським музеєм. Бушра часто порушує питання прав жінок і кидає виклик стереотипам, які оточують людей, ландшафт і культуру Близького Сходу, а також торкається політичних і соціальних питань, говорячи про ідентичність, війну, окупацію та протест.

## Ранні роки й особисте життя
Народилася 1969 року в Сані, столиці Ємену. Після навчання в Американському університеті у Вашингтоні, 1994 року повернулася до Ємену, де стала однією з перших жінок — професійних фотографів у країні. Переїхала з Сани до Франції у серпні 2013 року з чоловіком і чотирма дочками.

## Робота й кар'єра
1996 року стала одним із засновників «Аль-Халакі» (Al-Halaqa), організації, яка надавала простір для показу й обговорення творів мистецтва.
1999 року не тільки займалася фотографією та працювала консультанткою з питань освіти, але й ушанована стати першою єменською жінкою-фотографом Центру емпіричних досліджень і жіночих досліджень (Empirical Research and Women's Studies Centre) Університету Сани.
Мешкала у США під час терактів 11 вересня, що змусило її зосередитись на сприйнятті (позитивному та негативному), арабів і мусульман. Зокрема, вона звернулася до зауваження єгипетської письменниці Наваль ес Саадаві про те, що «жінки, які носили хіджаб або нікаб, були такими ж, як жінки, які носили макіяж, у тому сенсі, що всі вони приховували свою справжню особистість» і намагалася інтерпретувати ідеї Саадаві за допомогою фотографії. Її серія «Мати, донька, лялька» (2010) зображує перехід від західного одягу до хіджабу та досліджує, зокрема, сприйняття жінок. Серія містить фотографії ляльок «Фулла» (іграшки, схожої на ляльку Барбі, але орієнтованої на продаж мусульманським дітям). У своїй роботі Альмутавакель також досліджує способи, якими єменські жінки покривали своє тіло історично і нині. Обговорюючи свою увагу до одягу і нікабу, Альмутавакель казала: «Я хочу бути обережною, щоб не підживлювати стереотипні, широко поширені негативні образи хіджабу / чадри представлені в західних ЗМІ. Особливо уявлення про те, що більшість або всі жінки, які носять хіджаб / покривало, є слабкими, пригнобленими, неосвіченими і відсталими». Інший проєкт зображує жінок, одягнених у традиційний чоловічий одяг; авторка пояснювала, що «традиційний чоловічий одяг дуже схожий на жіночий — довгий, вільний, скромний і часто з головним убором. Західні ЗМІ завжди приділяють увагу тому, як одягаються жінки, я ж хотіла оскаржити цю ідею».
Станом на 2014 рік Альмутавакель була членом Равії (Rawiya), колективу фотографів-документалістів із Близького Сходу. 2018 року потрапила до списку 100 жінок BBC.
Працювала фотографом для Британської Ради, CARE, Посольства Королівства Нідерландів, Французького культурного центру та Організації Об'єднаних Націй; а також працювала консультантом з питань культури в посольстві Ємену у Вашингтоні і в міністерстві з прав людини в Ємені, приділяючи особливу увагу проблемам жінок.

## Творчість
У своїй роботі на виставці «Оповідачки» 2016 року у Вашингтоні, округ Колумбія, Бушра Альмутавакель розповіла історії всіх жінок за допомогою візуального мистецтва, «починаючи з себе, моїх друзів, сім'ї, жінок, про яких я чую».

Незалежно від раси, релігії, країни, соціального й економічного статусу, є історії та досвід, які ми, всі жінки, поділяємо: сестринство; материнства; несправедливість; нерівність через нашу стать; емоційне, фізичне та сексуальне насильство; гніт; фінансова нерівність; депресія й інші захворювання; соціальний або релігійний тиск; невпевненість у собі; подолання труднощів і багато іншого.— інтерв'ю Бушри Альмутавакель
У своїх роботах пропонує глядачам візуальну подорож різними нюансами того, що означає бути прихованим. Відома серія фотографій під назвою «Мама, донька, лялька» (або «Зникнення жінки») поступово приховує їх, додаючи одяг доти, доки вони буквально не зникають. Додаючи одяг, автор прибирає з облич жінки та дівчинки вираз веселощів та щастя.
Серія фотографій «А що, якщо…» кидає виклик нормам суспільства, зображуючи чоловіків у вуалі замість жінок. Ця ідея була надзвичайно популярна серед жінок, але зазнала жорсткої критики з боку чоловіків. Фотографії дівчат у весільному вбранні символізують історії безправних дівчат і жінок, які в ранньому віці вийшли заміж, тим самим втративши дитинство і можливість вільно жити, вчитися і працювати. На думку автора, дівчата і жінки повинні мати більше можливостей у суспільстві і не бути приниженими.
Авторка фотографій через мистецтво говорить про консервативну атмосферу, в якій живуть жінки Ємену. Відповідно до ісламу, і чоловіки, і жінки повинні одягатися скромно, але цей тягар повністю перекладається лише на жінок. Навіть коли вони повністю прикриті, жінки на вулиці можуть почути на свою адресу грубі коментарі або зазнати образ. Своєю творчістю Альмутвакель пропонує чоловікам навчитися поважати жінок. Коментуючи становище жінок, фотограф каже, що «одна група чоловіків диктує жінкам прикриватися з голови до п'ят, а інша група (французів-чоловіків) говорить вам, що ви не можете прикрити себе, навіть тоді, коли хочете. Просто дайте жінкам спокій, і нехай вони самі вирішують, що їм робити». «Мені набридло дивитися на нас [жінок] очима Заходу, і я вважаю, що ми зобов'язані замість скаржитися також подати наш голос про те, як ми хочемо бути представлені і якими ми насправді є в реальному житті».